# زكية الطاهري
زكية الطاهري بوشعالة (بالفرنسية: Zakia Tahiri)‏ هي ممثلة ومخرجة ومنتجة أفلام مغربية، من مواليد 23 يونيو 1963 بمدينة ليل بفرنسا. زوجها هو المخرج الجزائري أحمد بوشعالة.

## مسيرتها
ولدت زكية الطاهري في ليل بفرنسا في 23 يونيو 1963 لأم فرنسية وأب مغربي. مثّلت لأول مرة في فيلم (Fort Saganne) سنة 1984 للمخرج ألان كورنو، ولعبت البطلة في باب السماء مفتوح للمخرجة فريدة بليزيد عام 1987. كما أنها لعبت أدوارًا رئيسية في أفلام محمد عبد الرحمن التازي مثل باديس سنة 1989 والبحث عن زوج امرأتي سنة 1993.
سنة 2001 تعاونت رفقة زوجها في كتابة أول فيلم روائي مغربي لعبد الحي العراقي، منى صابر.

## أعمالها
- 1984: Fort Saganne، ممثلة.
- 1987: باب السماء مفتوح، ممثلة.
- 1989: باديس، ممثلة.
- 1993: البحث عن زوج امرأتي، ممثلة.
- 2001: منى صابر، سيناريو.
- 2009: نامبر وان، مخرجة.
- 2011: مرحبا، مخرجة.
- 2012: مبروك العيد، مخرجة، سيناريو
- 2014: الكماط، مخرجة.
- 2015: حميمو، مخرجة.
- 2016: نعام ألالة، مخرجة.
- 2017 - 2019: رضاة الوالدة، مخرجة.

## روابط خارجية
- زكية الطاهري على موقع IMDb (الإنجليزية)
- زكية الطاهري على موقع ألو سيني (الفرنسية)
- زكية الطاهري على موقع ألو سيني (الفرنسية)
- زكية الطاهري على موقع قاعدة بيانات الفيلم (الإنجليزية)